# August Janssen
August Janssen, (Amsterdam, 3 december 1864 – Bergen aan Zee, 10 april 1918) was een Nederlands ondernemer en filantroop. Janssen was in 1914 oprichter van de NV My tot Exploitatie der Ver. Majang Landen en was eigenaar van vele andere Indische ondernemingen. 

## Familie
Janssen was de tweede zoon van directeur van de Deli Maatschappij en 'de Sumatra koning' Peter Wilhelm Janssen en Folmina Margaretha Peters. August groeide op aan de Keizersgracht 688 in Amsterdam met zijn ouders, broer en zussen. Zijn middelbareschooltijd brengt hij door op een kostschool bij herrnhutters in het Duitse Neuwied, Na zijn schooltijd werkt hij op handelskantoren in Bremen en in Londen. Hij ging al jong naar Nederlands-Indië, waar hij directeur van enkele cultuurondernemingen werd. Janssen trouwde op 26 augustus 1896 in Frankfurt am Main met Ella de Ridder. Ze krijgen drie kinderen: Wiesje, August en Peter Wilhelm.
Anders dan zijn vader bezoekt Janssen wel Java en Sumatra in Indië. Hij reist daarbij door het in 1869 aangelegde Suezkanaal. Na 1896 onderhoudt hij vanuit Amsterdam de contacten met de plantages. Hij bezoekt ook Amerika en maakt in 1898-1899, vlak na de geboorte van hun jongste kind, per stoomschip met zijn vrouw Ella een wereldreis van acht maanden. Op hun reis langs Genua, Singapore, Nederlands-Indië, Japan en Canada doen ze diverse kunstaankopen. Eind 1900 reist Janssen nogmaals naar Nederlands-Indië en bezoekt dan de plantages van Medan op Sumatra.

## Stille weldoener
Naast grote huizen aan de Amsterdamse Binnen-Amstel en in Cannes bezat Janssen meerdere panden in Baarn.   Hij werd ook wel een stille weldoener genoemd, zijn vader was destijds eveneens een bekende koopman/filantroop. Ook Baarn profiteerde van de vrijgevigheid van Janssen. Toen in januari 1916 de oude Baarnse zweminrichting in de Eem werd weggeslagen liet Janssen op eigen kosten twee nieuwe zwembaden verrijzen. Na deze daad werd de weg naar de zweminrichting naar hem vernoemd.
Ook zijn zoon zou hun vader zowel op zakelijk als op charitatief gebied navolgen.

## Baarn
Toen Baarn door de aanleg van het spoor naar Amsterdam aan een spoorlijn kwam te liggen, vestigde Janssen zich in Baarn, waar zijn vader in 1886 een villa als zomerverblijf had laten bouwen op de hoek van de Van Heutszlaan en de Zuiderlaan (de huidige Beatrixlaan). Deze villa Minaretha was vernoemd naar de moeder van August, Folmina Margaretha. In 1904 erfde August een naar Chinees voorbeeld in Baarn gebouwd huis, huize Canton. In 1910 liet hij het bouwvallige zomerverblijf Canton afbreken om een nieuwe villa Canton te laten verrijzen. In de overtuin ervan liet hij in 1905 een wintertuin aanleggen, het Cantonspark. In deze grootste wintertuin Nederland, gemaakt van glas en staal, creëerde hij een stukje tropen.

## Bergen aan Zee
In 1916 gaf de puissant rijke Janssen opdracht tot de bouw in Bergen aan Zee van een "zomervilla", die hij de naam Russenduin gaf. De villa werd later achtereenvolgens omgedoopt tot Bio Vakantieoord en Landgoed Huize Glory. Als liefhebber van de geschiedenis had hij de villa Russenduin genoemd, naar de veldslag in 1799 tussen een Engels-Russische invasiemacht en de Frans-Bataafse troepen. De vensters naast de trap naar de eerste verdieping hebben afbeeldingen in glas-in-lood van die strijd. Behalve van de historie van Bergen liet de handelaar in thee, koffie en specerijen ook de familiegeschiedenis weergeven in drie houtsnijwerken: het logo van Hermes, een schip en een stuurwiel. Alle drie de logo's hebben te maken met de manier hoe Janssen aan zijn fortuin kwam. Enkele weken na het gereedkomen van zijn buitenhuis stierf hij. De nabestaanden waren gedwongen het gebouw te verkopen doordat de oorlog hun vermogen in rook had doen opgaan. Na zijn overlijden zou eerst zijn oudere broer oudere broer Christian Wilhelm Janssen hem opvolgen en later zijn zoon P.W. Janssen.